# Мейнел, Эден
Э́ден Бэ́йкер Ме́йнел (англ. Aden Baker Meinel; 25 ноября 1922, Пасадина, Калифорния, США — 3 октября 2011) — американский астроном. Известен как разработчик больших телескопов. Директор Национальной обсерватории Китт-Пик (1958—1960), президент Оптического общества Америки в 1972 году.

## Биография
Эден Мейнел родился 25 ноября 1922 года в Пасадине (Калифорния).
Проявив интерес к астрономии ещё во время учёбы в средней школе, к 18 годам Мейнел уже работал в оптической мастерской обсерватории Маунт-Вилсон.
Во время Второй мировой войны, в 1942 году, Мейнел присоединился к военной программе ВМС США по разработке ракетной техники при Калтехе и к 1944 году уже разрабатывал ракетные установки. В 1944 году он был отправлен в Европу для ознакомления с заводом Миттельверк по производству Фау-2. В ходе своего визита в Германию Мейнелу удалось убедить немецких учёных, занимавшихся разработкой ракет, переехать в США.

## Награды и Достижения
Член Американской академии искусств и наук (1959).
В число наград входят:
- Adolph Lomb Medal[англ.] (1952)[7][8]
- Премия Хелены Уорнер (1954)
- Медаль Фредерика Айвса (1980)
- George W. Goddard Award (1984)[9]
- Премия Жоржа ван Бисбрука (1990)
- Rudolf Kingslake Medal and Prize (1992)[10]
- Золотая медаль SPIE (1997)[11]

## Память
В 1960 году в честь Эдена Мейнела был назван астероид 4065 Meinel.